# Liste der Kulturgüter in Niederdorf
Die Liste der Kulturgüter in Niederdorf enthält alle Objekte in der Gemeinde Niederdorf im Kanton Basel-Landschaft, die gemäss der Haager Konvention zum Schutz von Kulturgut bei bewaffneten Konflikten, dem Bundesgesetz vom 20. Juni 2014 über den Schutz der Kulturgüter bei bewaffneten Konflikten sowie der Verordnung vom 29. Oktober 2014 über den Schutz der Kulturgüter bei bewaffneten Konflikten unter Schutz stehen.
Objekte der Kategorie A sind im Gemeindegebiet nicht ausgewiesen, Objekte der Kategorie B sind vollständig in der Liste enthalten, Objekte der Kategorie C fehlen zurzeit (Stand: 1. Januar 2023).

## Kulturgüter
| Foto | | Objekt                                                                                              | Kat. | Typ | Standort                            | Beschreibung |
| ---- | --- | --------------------------------------------------------------------------------------------------- | ---- | --- | ----------------------------------- | --- |
| BW   | Datei hochladen · Wikidata zu Dielenbergsturz und Onoldswil, mittelalterlicher Bergsturz und verschüttete Siedlung (Q118100831) | Dielenbergsturz und Onoldswil, mittelalterlicher Bergsturz und verschüttete Siedlung KGS-Nr.: 16365 | A    | F   | Grittweg 623650 / 250290            | Mittelalterlicher Bergsturz und verschüttete Siedlung. Objekt liegt hälftig auf dem Gemeindegebiet von Niederdorf (KGS-Nr. 16365) und Oberdorf (KGS-Nr. 01488). |
| BW   | Datei hochladen · Wikidata zu Arxhof (Q29679271)                                                                                | Arxhof KGS-Nr.: 12173                                                                               | B    | G   | Arxhof 14, 15 622405 / 252454       | |
| BW   | Datei hochladen · Wikidata zu Villa Stephani (Q29679286)                                                                        | Villa Stephani KGS-Nr.: 12174                                                                       | B    | G   | Hauptstrasse 5 623456 / 250206      | |
| BW   | Datei hochladen · Wikidata zu Industriemuseum Waldenburgertal (Q27485347)                                                       | Industriemuseum Waldenburgertal KGS-Nr.: 12317                                                      | B    | S   | Kilchmattstrasse 2a 623631 / 250586 | |